# Акарал (Меркенський район)
Акара́л (каз. Ақарал) — село у складі Меркенського району Жамбильської області Казахстану. Адміністративний центр Акаральського сільського округу.
У радянські часи село називалось Краснооктябрське.
Населення — 2572 особи (2021; 2206 у 2009, 2186 у 1999, 2403 у 1989).